# Sołtysia Skała
Die Sołtysia Skała ist ein Berg in den polnischen Mittleren Pieninen, einem Gebirgszug der Pieninen, mit 582 Metern Höhe. Sie liegt in den Czorsztyner Pieninen. Der Gipfel liegt ca. 150 Meter über dem Tal des Dunajec. Er liegt in der Nähe der Stauseen Jezioro Czorsztyńskie und Jezioro Sromowskie, an dessen Nordrand er angrenzt. In unmittelbarer Nähe liegt der Berg Pulsztyn.

## Lage und Umgebung
Die Sołtysia Skała liegt im Hauptkamm der Pieninen. Südöstlich des Gipfels liegt der untere Dunajec-Durchbruch, nördlich liegt das Tal der Krośnica. Am Fuße des Berges liegt der Ort Sromowce Wyżne.

## Etymologie
Der Name Sołtysia Skała lässt sich als Felsen des Schultheiß übersetzen.

## Tourismus
Die Sołtysia Skała liegt im Rande des Pieninen-Nationalparks. Sie ist für Touristen zugänglich, liegt jedoch auf keinem markierten Wanderweg.